# Geestland
Geestland est une commune allemande de l'arrondissement de Cuxhaven, dans le land de Basse-Saxe.

## Personnalités liées à la ville
- Brigitte Adler (1944-2004), femme politique née à Drangstedt.
- Ina Müller (1965-), chanteuse née à Köhlen.
- Alligatoah (1989-), rappeur né à Langen.